# Johann von Akkon
Johann von Akkon oder Johann von Brienne (* 1227; † 1296) war ein Großmundschenk von Frankreich aus dem Haus Brienne.
Er war ein Sohn von Johann von Brienne, König von Jerusalem, und der Prinzessin Berenguela von León († 1237), einer Tochter von König Alfons IX. von Kastilien-León. Seine Halbschwester war die Königin Isabella II. von Jerusalem.
Zusammen mit seinen weiteren Geschwistern wurde er 1244 an den Hof König Ludwigs IX. nach Frankreich geschickt. 1258 wurde er zum königlichen Großmundschenk ernannt und mit Verwaltungsaufgaben in der Champagne betraut. Er nahm am Siebten Kreuzzug teil (daher auch sein Beiname von Akkon), auf dem sein Bruder Alfons und der König starben. Von König Philipp III. wurde er 1274 nach Kastilien entsandt, um dort die Rechte der Prinzen de la Cerda zu vertreten.
Johann heiratete 1257 Marie de Coucy, die Witwe des schottischen Königs Alexander II. Seiner Frau standen als Königinwitwe erhebliche Einkünfte aus dem schottischen Kronbesitz zu, und mit Zustimmung des englischen Königs Heinrich III. durfte Johann 1257 nach Schottland reisen. Der Regentschaftsrat, der für den minderjährigen schottischen König Alexander III. die Regierung führte, wollte offenbar weder den englischen König noch den französischen König verärgern und gewährte Johann die ihm zustehenden Einkünfte. Er war jedoch spätestens im Februar 1259 zurück in Frankreich. Weder er noch die Königinwitwe nahmen weiter Einfluss auf die schottische Politik. 1268 trennte sich Johann von Marie, worauf der schottische König seine Einkünfte kürzte und Johann fortan eine Pension zahlte. Erst nach Maries Tod 1284 heiratete Johann Johanna von Châteaudun, Herrin von Château-du-Loir und Tochter des Vizegrafen Gottfried VI. von Châteaudun, Witwe des Grafen Johann I. von Montfort. Beide Ehen blieben kinderlos.

## Weblink
- Die Familie des Johann von Brienne bei Foundation for Medieval Genealogy.ac (englisch)

| Personendaten    | Personendaten                                    |
| ---------------- | ------------------------------------------------ |
| NAME             | Johann von Akkon                                 |
| ALTERNATIVNAMEN  | Johann von Brienne; Jean de Brienne; Jean d’Arce |
| KURZBESCHREIBUNG | Großmundschenk von Frankreich                    |
| GEBURTSDATUM     | 1227                                             |
| STERBEDATUM      | 1296                                             |